# جون بيل (لاعب كرة قدم أسترالية)
جون بيل (بالإنجليزية: John Bell)‏ هو لاعب كرة قدم أسترالية أسترالي، ولد في 7 أكتوبر 1886 في أرمادايل ‏ في أستراليا، وتوفي في 27 ديسمبر 1917 في كامبريه في فرنسا.

## وصلات خارجية
- جون بيل على موقع AustralianFootball.com (الإنجليزية)
- جون بيل على موقع AFLtables.com (الإنجليزية)